# Tsuguko Takamado

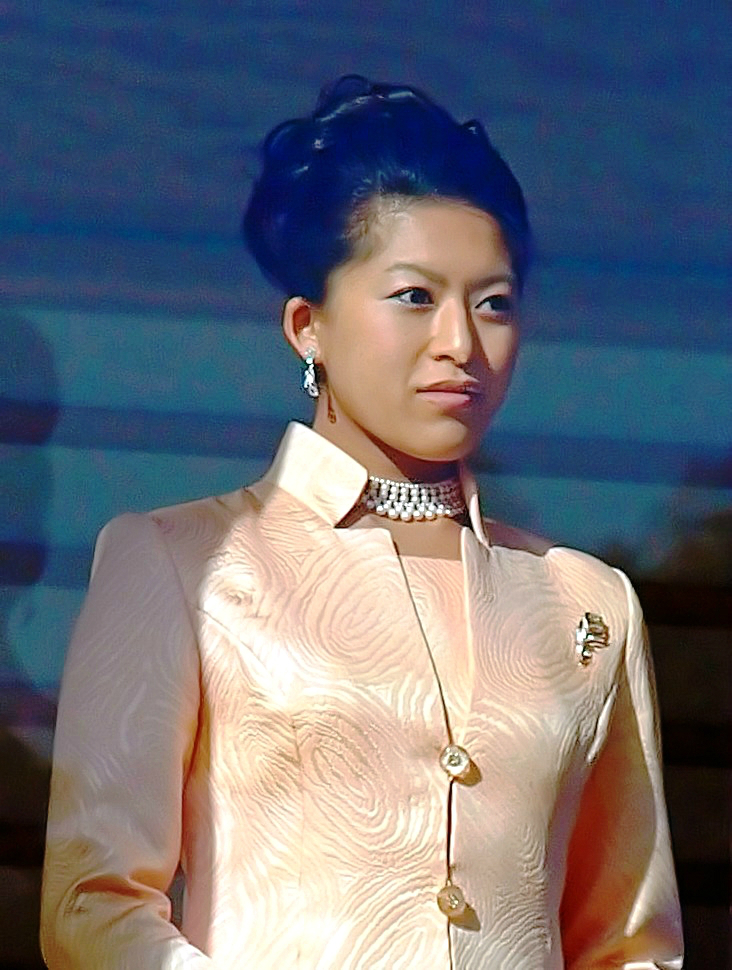
Prinzessin Tsuguko 2011

Prinzessin Tsuguko von Takamado (jap. 承子女王 Tsuguko Joō; * 8. März 1986 in Tokyo) ist eine japanische Prinzessin.

## Leben

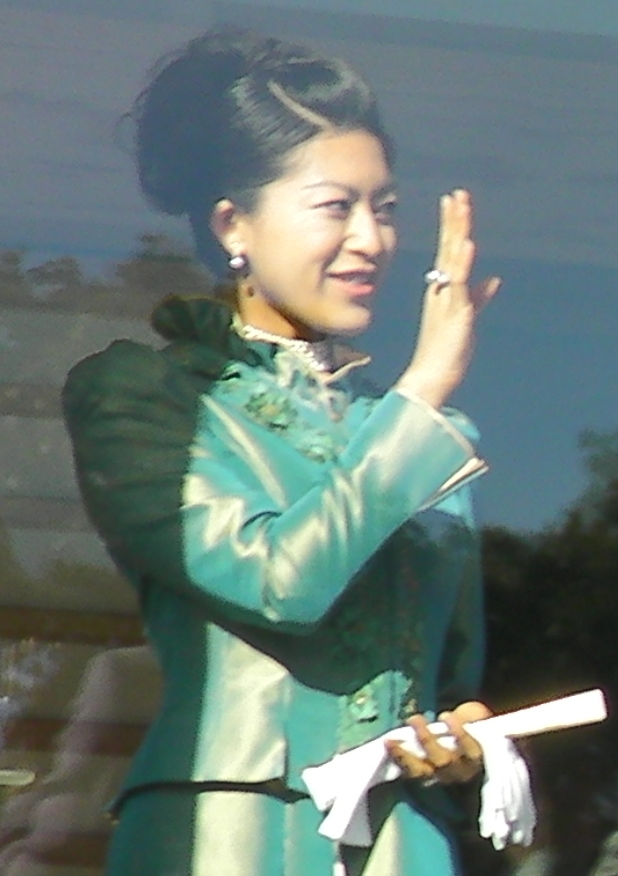
Prinzessin Tsuguko 2009

Tsuguko von Takamado wurde am 8. März 1986 im Aiiku Hospital in Minami-Azabu, Tokyo als älteste Tochter von Prinz Norihito von Takamado und seiner Frau Prinzessin Hisako von Takamado geboren. Sie besuchte die private Gakushūin-Schule. Danach studierte sie an der Gakushūin Joshi Daigaku Interkulturelle Studien. Sie verließ die Frauenuniversität im März 2005. Von April 2004 bis Juli 2008 studierte sie an der University of Edinburgh Kriminalpsychologie und Soziologie, brach das Studium jedoch ab.
Sie repräsentierte die königliche Familie im Jahr 2006 bei den Feierlichkeiten zur Silberhochzeit von Henri, Großherzog von Luxemburg und Maria Teresa von Luxemburg.
Als 15. wurde sie 2008 in die Liste des Forbes Magazins der „The 20 Hottest Young Royals“ aufgenommen. Sie listet junge unverheiratete Royals nach internationaler Web- und Medienpräsenz sowie Familienvermögen.
Mit ihrer Mutter Hisako, die viele Termine für die Kaiserliche Familie wahrnimmt, besuchte Tsuguko im Mai 2015 das durch das Tōhoku-Erdbeben 2011 beschädigte Watari in der Präfektur Miyagi. Sie besuchte und inspizierte das Hauptquartier der 2. Japanischen Küstenwache. Danach besuchte sie auch das Marine Rescue Miyagi, die regionale Organisation der Marine Rescue Japan, deren Ehrenpräsidentin ihre Mutter ist. Sie legten für die Opfer Blumen nieder und sprachen den Mitgliedern ihr Mitgefühl aus.
Im August 2011 nahm sie mit ihrer Mutter Hisako an der 28. Tokyo Disabilities Comprehensive Art Exhibition teil, die im Hauptgeschäft der Seibu-Kaufhäuser in Ikebukuro, in Bezirk Toshima, Tokio, stattfand. Sie ließen sich mit dem Preisträger auf einem Foto aufnehmen.
Im März 2013 schloss Prinzessin Tsuguko ihr Studium der Sieben freien Künste an der Waseda-Universität mit dem Bachelor ab. Seit April 2013 arbeitet sie für das Japanische Komitee der UNICEF. Prinzessin Tsuguko nimmt an Zeremonien und Veranstaltungen im Kaiserpalast teil und begleitet ihre Mutter zu anderen offiziellen Veranstaltungen.
Im August 2013 besuchte sie Sri Lanka auf Einladung des damaligen Präsidenten Mahinda Rajapaksa. Japan und Sri Lanka feierten 2012 60 Jahre diplomatische Beziehungen. Tsuguko wurde auch von Shiranthi Rajapaksa begrüßt.
Im Juli 2014 besuchte sie Vietnam als Mitglied des japanischen Komitees für die UNICEF. Im Januar 2018 übernahm Prinzessin Tsuguko die Rolle der Ehrenpräsidentin der All Nippon Kyudo Federation / Zen Nihon Kyudo Renmei.

## Prädikat

Mon des Takamado Zweiges der königlichen Familie

Mit Prädikat lautet ihr Name „Ihre kaiserliche Hoheit Prinzessin Tsuguko“.

## Ehrungen
Orden der Edlen Krone 2. Klasse Pfingstrose, 宝冠牡丹章, hōkan botanshō